# Encarsia tennysoni
Encarsia tennysoni är en stekelart som först beskrevs av Girault 1931.  Encarsia tennysoni ingår i släktet Encarsia och familjen växtlussteklar. Inga underarter finns listade i Catalogue of Life.